# 3160 Angerhofer
3160 Angerhofer је астероид главног астероидног појаса са средњом удаљеношћу од Сунца која износи 2,377 астрономских јединица (АЈ).
Апсолутна магнитуда астероида је 13,5.